# Nicola Canali

Wappen von Nicola Kardinal Canali

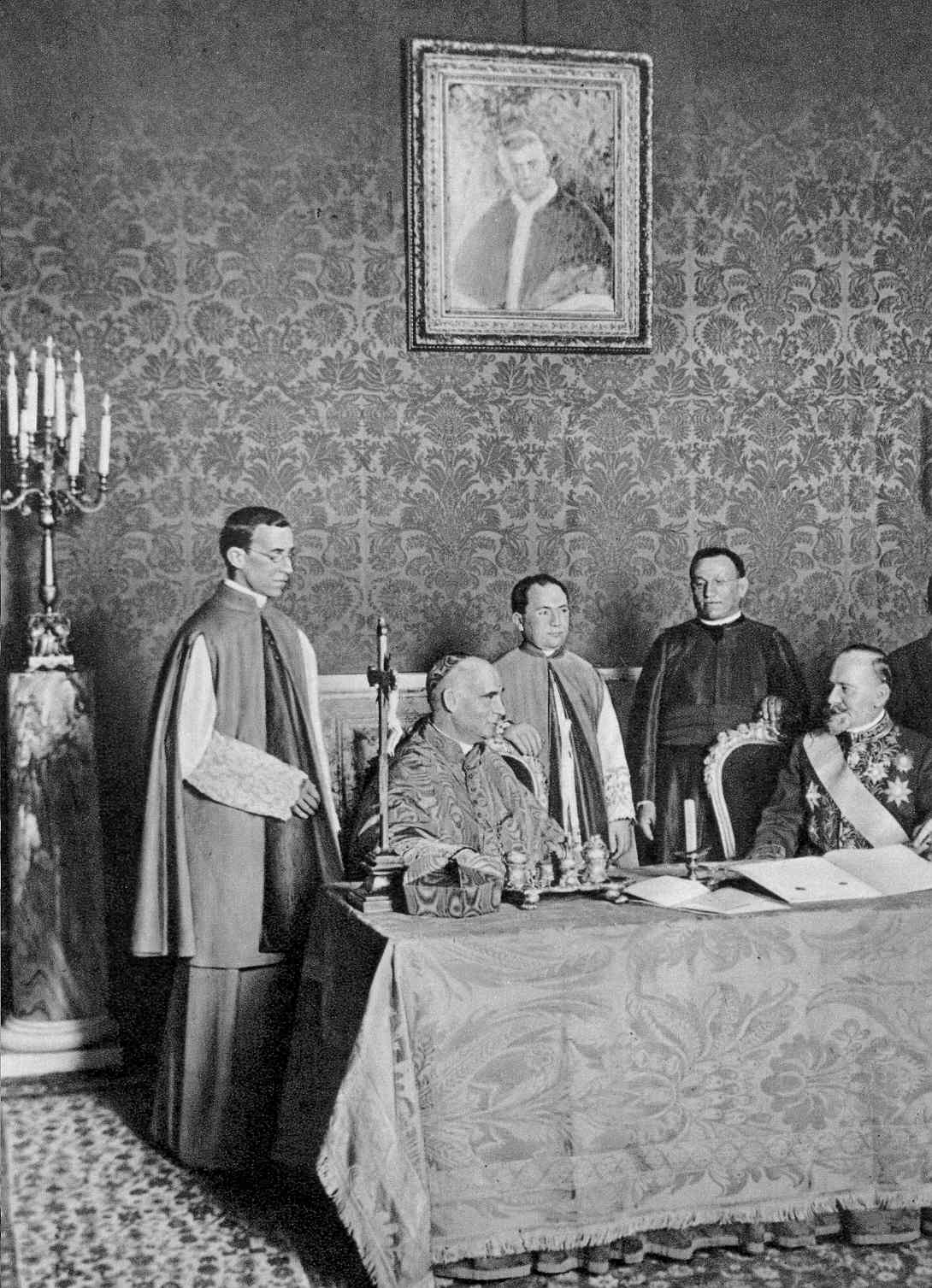
Nicola Canali (3. von links) als Mitarbeiter des Kardinalstaatssekretärs Merry del Val (sitzend links) mit Eugenio Pacelli (ganz links) bei der Unterzeichnung des Konkordats mit Serbien (1914)

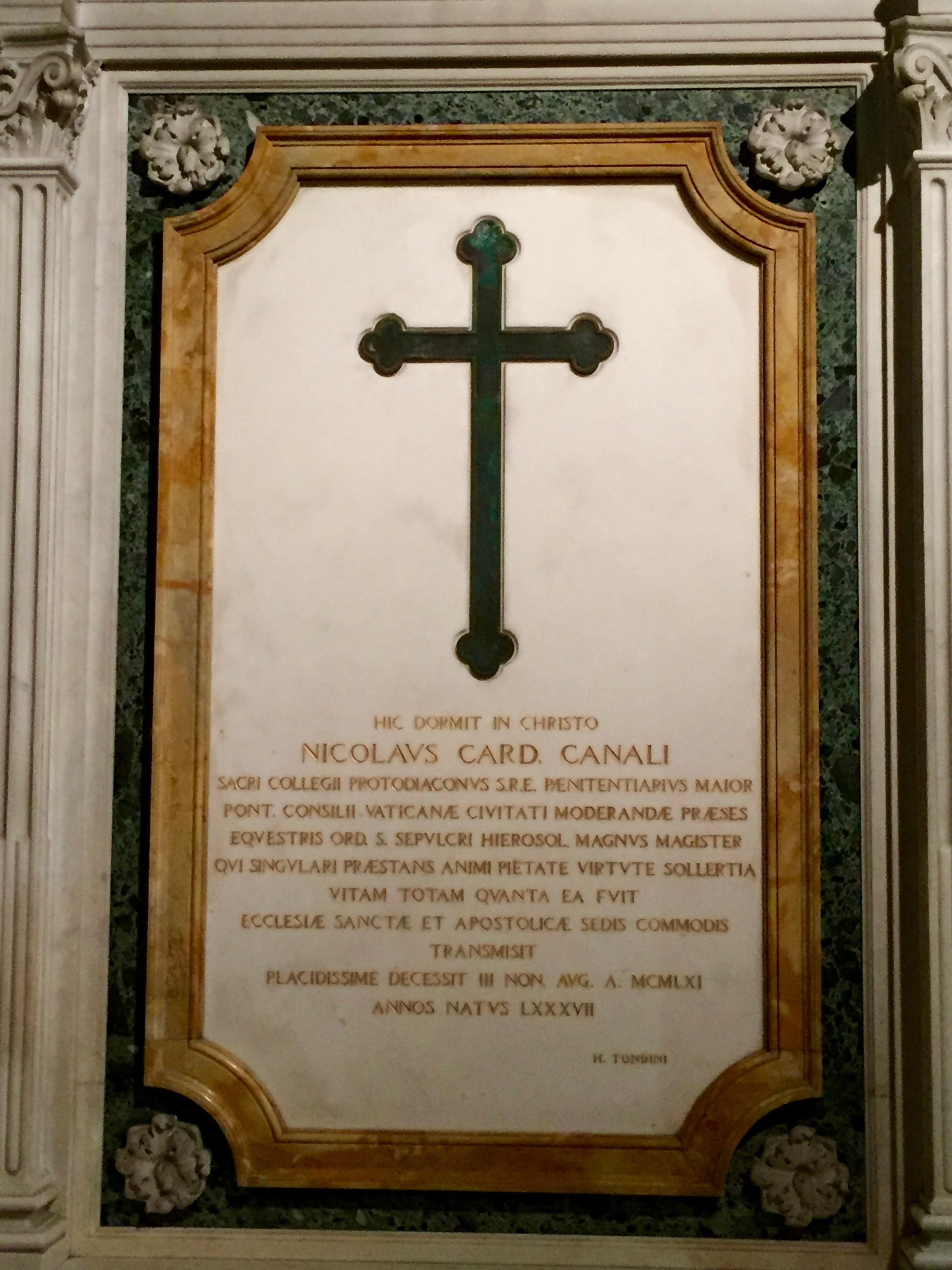
Grabplatte von Nicola Kardinal Canali in Sant’Onofrio al Gianicolo

Nicola Kardinal Canali (* 6. Juni 1874 in Rieti, Italien; † 3. August 1961 im Vatikan) war ein Kurienkardinal der römisch-katholischen Kirche. Er war Kardinal-Großmeister des Ritterordens vom Heiligen Grab zu Jerusalem.

## Leben
Nicola Canali studierte in Rom die Fächer Katholische Theologie und Philosophie, er war Seminarist am Almo Collegio Capranica und empfing am 31. März 1900 das Sakrament der Priesterweihe. Anschließend gehörte er zum Mitarbeiterstab des vatikanischen Staatssekretariats, wo er unter anderem von September 1903 bis 1908 die Aufgabe des persönlichen Sekretärs von Kardinal Rafael Merry del Val y Zulueta versah. Am 21. März 1908 wurde er Substitut des Staatssekretariates, was er bis 1914 blieb. Seit Juni 1926 war er Konsultor des Heiligen Offiziums.
Am 16. Dezember 1935 ernannte ihn Papst Pius XI. zum Kardinaldiakon mit der Titelkirche San Nicola in Carcere. 1939 übertrug ihm Papst Pius XII. die Leitung der Päpstlichen Kommission für den Vatikanstaat, von 1941 bis zu seinem Tod war er Kardinalgroßpönitentiar.
Neben seiner Tätigkeit als Kurienkardinal bekleidete Canali eine Reihe von Funktionen, so war er der erste Kardinal-Großmeister des Ritterordens vom Heiligen Grab, sowie Ehren- und Devotions-Großkreuz-Bailli des Malteserordens und von 1938 bis 1961 Großprior des Großpriorates von Rom des Malteserordens. In letzterer Funktion bemühte er sich (letztlich erfolglos), unter Ausnützung einer Sedisvakanz des Großmeisters, den Malteserorden unter seine Kontrolle zu bringen, um ihn möglicherweise mit dem Orden der Grabesritter zu verschmelzen. Die damit verbundenen Aktionen erregten im zu Ende gehenden Pontifikat Pius’ XII. großes Aufsehen und fanden 1953 in Roger Peyrefittes minutiös ausgearbeitetem Roman „Malteser-Ritter“ ein literarisches Denkmal, in welchem Kardinal Canali als paranoid und eitel charakterisiert wurde.
In seiner Funktion als Kardinalprotodiakon (seit 1946) krönte Nicola Canali als letzter Kardinal, der nur die Priesterweihe, nicht jedoch die Bischofsweihe erhalten hatte, am 4. November 1958 Papst Johannes XXIII. (dieser erließ 1962 das Motu Proprio Cum gravissima, in dem festgelegt wurde, dass alle Kardinäle die Bischofsweihe zu empfangen haben; hiermit sollte künftig vermieden werden, dass Nichtbischöfe, wenn sie Kardinal sind, protokollarischen Vorrang vor Bischöfen haben).
Nicola Canali starb am 3. August 1961 im Vatikan an einem Herzinfarkt. Er wurde in der römischen Kirche Sant’Onofrio al Gianicolo am Verwaltungssitz des Ritterordens vom Heiligen Grab zu Jerusalem bestattet.